# پونیدراژ
پونیدراژ (به چکی: Ponědraž) یک منطقهٔ مسکونی در جمهوری چک است که در ناحیه ییندریخوف هرادتس واقع شده‌است. پونیدراژ ۵٫۷۹ کیلومتر مربع مساحت و ۱۰۸ نفر جمعیت دارد و ۴۲۵ متر بالاتر از سطح دریا واقع شده‌است.